# Alleucosma simillima
Alleucosma simillima är en skalbaggsart som beskrevs av Franz Antoine 1989. Alleucosma simillima ingår i släktet Alleucosma och familjen Cetoniidae. Inga underarter finns listade i Catalogue of Life.